# Medal Ochotniczej Rezerwy Obrony i Bezpieczeństwa Wewnętrznego
Medal Ochotniczej Rezerwy Obrony i Bezpieczeństwa Wewnętrznego (fr. Médaille des réservistes volontaires de défense et de sécurité intérieure skr. MRV-DSI) – francuskie odznaczenie resortowe ministerstwa spraw wewnętrznych oraz ministerstwa sił zbrojnych, przeznaczone do odznaczania ochotników rezerwy wojskowej oraz policyjnej. Medal został ustanowiony 1 lipca 2019 jako odznaczenie zastępujące dotychczasowy Medal Ochotniczej Służby Wojskowej i jest podzielony na trzy stopnie:
1. Złoty Medal (Médaille d’Or),
2. Srebrny Medal (Médaille d’Argent),
3. Brązowy Medal (Médaille de Bronze)[1],

podobnie jak jego poprzednik.
Noszony jest na wstążce o szerokości 37 mm, niebieskiej (ultramaryna) z czerwonym paskiem pośrodku, która przy 2. stopniu ma dodatkowe białe paski wzdłuż obu krawędzi o szerokości 2 mm, a przy 1. stopniu ma boczne paski w kolorze złotym. Baretka odznaczenia ma wysokość 11 mm. Wygląd wstążki medalu w dwóch niższych stopniach i podział na stopnie został skopiowany z ustanowionego w 1975 Medalu Ochotniczej Służby Wojskowej. Ponadto wstążka jest oznaczana dodatkowym okuciem przyporządkowującym:
1. GARDE NATIONALE – Gwardia Narodowa,
2. RÉSERVE CITOYENNE – Rezerwa Obywatelska,
3. PARTENAIRE DE LA GARDE NATIONALE – partnerzy Gwardii Narodowej[1].

Medal nie znajduje się w oficjalnej kolejności starszeństwa ustalanej przez Wielką Kancelarię Legii Honorowej, ale ponieważ zastępuje Medal Ochotniczej Służby Wojskowej, który nie jest już przyznawany, to możemy założyć, że podobnie jak on zajmuje 22. miejsce, po Medalu Obrony Narodowej, a przed resortowymi medalami honorowymi.